# Monethe carens
Monethe carens är en fjärilsart som beskrevs av Adalbert Seitz 1916. Monethe carens ingår i släktet Monethe och familjen Riodinidae. Inga underarter finns listade i Catalogue of Life.